# Епархија буеносајреска и јужноцентралноамеричка
Епархија буеносајреска и јужноцентралноамеричка је епархија Српске православне цркве.
Надлежни архијереј је епископ Кирило (Бојовић), а сједиште епархије се налази у Буенос Ајресу.

## Историја
Епархија буеносајреска је формирана одлуком Светог архијерејског сабора Српске православне цркве од 26. маја 2011. године. Тада је за епископа администратора постављен др Амфилохије (Радовић), архиепископ цетињски и митрополит црногорско-приморски. Вршио је ту дужност све до 2018. године када је за првог епархијског епископа буеносајреског и јужноцентралноамеричког изабран Кирило (Бојовић), дотадашњи викар Митрополије црногорско-приморске и архијерејски замјеник Епархије буеносајреске.
Храм Рођења Пресвете Богородице у Буенос Ајресу, саборни храм ове епархије, грађен је од 1986. до 1995. године. Одлуком градске скупштине проглашен је 2019. године местом од културног значаја.

## Парохије
Епархија буеносајреска тренутно има 17 парохија, у Аргентини, Бразилу, Венецуели, Доминиканској Републици, Еквадору, Перуу и Чилеу. Саборна црква, посвећена Рођењу Пресвете Богородице, налази се у Буенос Ајресу.
Аргентина
У склопу истраживања културног и духовног наслеђа дијаспоре у Аргентини (Етнографски институт САНУ) обављен је низ разговора са српским и црногорским исељеницима. Иако је већина њих у значајном степену асимилована, истраживање показује да за многе Српска православна црква и даље представља везу са духовним и културним наслеђем, односно, према речима саговорника, „коренима”, „пореклом”, „традицијом”, „православном вером” и земљама порекла. Пре установљења СПЦ у тој земљи, верници су били везани пре свега за Руску православну цркву, али и за друге помесне православне цркве. Први свештеник Српске православне цркве постављен је непосредно по завршетку Другог светског рата. 
- Парохија Рођења Пресвете Богородице, Буенос Ајрес (Parroquia de la Nadividad de la Madre de Dios, Buenos Aires)
- Парохија светог Саве, Буенос Ајрес (Parroquia San Sava, Buenos Aires)
- Парохија светог Николе, Мачагај (Parroquia San Nicolas, Machagai)
- Парохија светог арханђела Михаила, Венадо Туерто (Parroquia San Miguel Arcangel, Venado Tuerto)
- Парохија светог Петра Цетињског, Хенерал Мадаријага (Parroquia San Pedro de Cetinje, General Madariaga)
- Парохија светог Ђорђа, Ла Плата (Parroquia San Jorge, La Plata)

Бразил
- Парохија Успења Пресвете Богородице, Пернамбуко (Paróquia Dormição da Mãe de Deus, Pernambuco)
- Парохија Свете Тројице, Алдеја (Paróquia da Santíssima Trinidade, Aldeia)
- Парохија светог Јована Златоустог, Каруару (Paróquia da São Joãо Crisóstomo, Caruaru)
- Парохија светог Антонија Великог, Бело Жардим (Paróquia Santo António, o Gránde, Belo Jardim)
- Мисионарска парохија светог Петра и Павла, Кампинаш Сао Пауло (Paróquia missionária São Pedro e São Paulo, Campinas y São Paulo)

Венецуела
- Парохија светог Ђорђа, Каракас (Parroquia San Jorge, Caracas)
- Парохија светог Јована Крститеља, Маракај (Parroquia San Juan Bautista, Maracay)

Доминиканска Република
- Мисионарска парохија Преображења Господњег, Баваро (Parroquia misionera de la Transfiguración del Señor, Bávaro)

Еквадор
- Парохија Благовјештења пресвете Богородице, Гвајакил (Parroquia "La Anunciación", Guayaquil)

Перу
- Мисионарска парохија Преображења Господњег, Лима (Parroquia misionera de la Transfiguración del Señor, Lima)

Чиле
- Парохија светог Николаја Жичког, Сантјаго де Чиле (Parroquia San Obispo Nikolai de Zica y Ohrid y Toda América, Santiago de Chile)

## Манастири и цркве
Манастири и цркве Епархије буеносајреске налазе се у:
- 1. Аргентини, у Ла Плати, и посвећен је Св. Серафиму Саровском. Манастир је мушки, а игуман је о. Давид (Лестани).
- 2. Бразилу, у Алдеји, и посвећен је Светој Тројици. Манастир је мушки, а игуман је о. Педро (Сигуеира).
- 3. Еквадору, Храм Благовештења пресвете Богородице у Гвајакилу